# Мадалони
Мадалони (итал. Maddaloni) је насеље у Италији у округу Казерта, региону Кампанија.
Према процени из 2011. у насељу је живело 34546 становника. Насеље се налази на надморској висини од 59 м.

## Становништво
| 1951.  | 1961.  | 1971.  | 1981.  | 1991.  | 2001.  | 2011.  |
| ------ | ------ | ------ | ------ | ------ | ------ | ------ |
| 27.226 | 30.071 | 31.045 | 33.721 | 37.133 | 37.546 | 39.409 |